# Edvard Hambro
Edvard Isak Hambro (22 de agosto de 1911 – 1 de fevereiro de 1977) foi um académico, jurista, diplomata e político da Noruega. Foi o 25.º Presidente da Assembleia Geral das Nações Unidas (1970-1971).
Depois da Segunda Guerra Mundial, Hambro especializou-se em trabalho em organizações internacionais. Foi delegado da Noruega na Conferência de São Francisco em 1945, e liderou o gabinete judicial da ONU até 1946. Em 1946 lançou a Charter of the United Nations. Commentary and documents em conjunto com Leland Goodrich. De 1946 a 1953 foi secretário do Tribunal Penal Internacional em A Haia.
De 1961 a 1966 foi membro do parlamento da Noruega. Nesse último ano tornou-se Representante Permanente da Noruega nas Nações Unidas e entre 1970 e 1971 foi Presidente da Assembleia Geral das Nações Unidas. No final de vida foi ainda o embaixador do seu país em Paris.